# Volker Gerisch

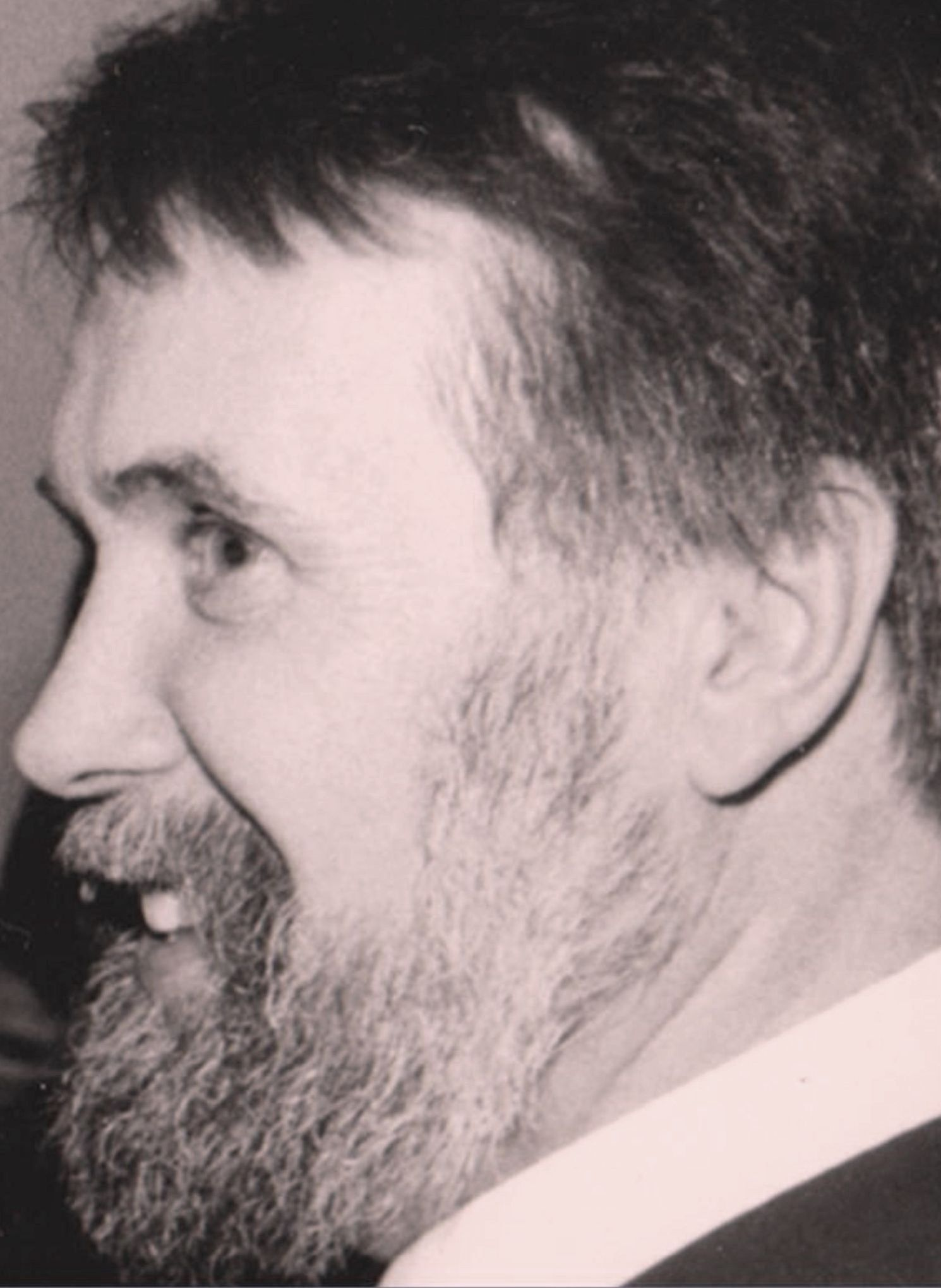
Staatssekretär Volker Gerisch 1994

Volker Gerisch (* 4. Juni 1941 in Chemnitz; † 7. Juli 2022 in Dresden) war ein deutscher Tierarzt und Staatssekretär im Thüringer Ministerium für Bundes- und Europaangelegenheiten.

## Leben und Wirken
Gerisch studierte Veterinärmedizin in Leipzig von 1961 bis 1967 und erhielt 1969 die Approbation. Im gleichen Jahr begann er mit dem Aufbau der Abteilung Biochemie und Toxikologie am Veterinäruntersuchungs- und Tiergesundheitsamt in Bad Langensalza und begann als Abteilungsleiter für Biochemie/Toxikologie mit der Etablierung eines Stoffwechseluntersuchungssystems bei landwirtschaftlichen Nutztieren. 1973 promovierte Gerisch an der Humboldt-Universität Berlin zur Diagnostik von Lebererkrankungen beim Rind und übernahm die Leitung der Labordiagnostik im Bezirksinstitut für Veterinärwesen in Bad Langensalza. 1977/78 absolvierte er noch eine Ausbildung zum Fachtierarzt für Labordiagnostik; 1991 war er Bereichsleiter für Rückstandstoxiokologie.

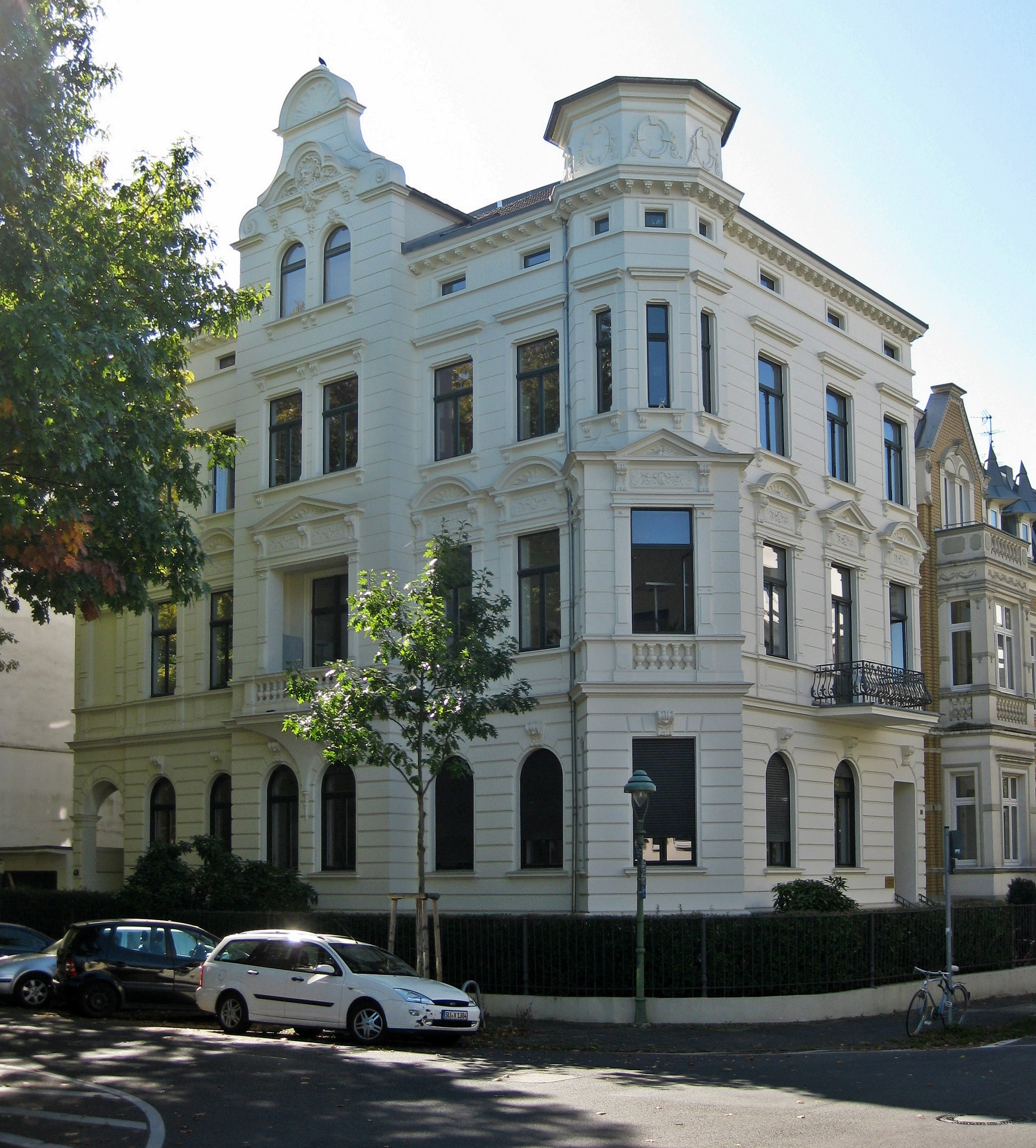
Landesvertretung des Freistaates Thüringen beim Bund von 1990 bis 1999 in Bonn

Nach der deutschen Wiedervereinigung engagierte sich Gerisch zunächst kommunalpolitisch u. a. 1990 als Fraktionsvorsitzender der FDP im Kreistag Bad Langensalza. 1990/91 war er Mitglied des Landesvorstandes der FDP in Thüringen. Mit Bildung des Kabinetts Vogel I im Februar 1992 übernahm Volker Gerisch im neu gegründeten Thüringer Ministerium für Bundes- und Europaangelegenheiten unter Ministerin Christine Lieberknecht das Amt des Staatssekretärs mit Dienstsitz in Bonn und behielt dieses Amt bis zur Auflösung des Ministeriums im November 1994. 1994 war er auch Stellvertretendes Mitglied im Europäischen Ausschuss der Regionen.
Anschließend beendete er sein direktes politisches Engagement und wandte sich mit dem Ziel, die Expertise der Tiergesundheitsdienste im Land Thüringen nach deren Ausgliederung aus den staatlichen Untersuchungsämtern fortführen zu können, dem Aufbau des Thüringer Tiergesundheitsdienstes zu, dessen Aufbau mit Einrichtung eines neuen Labors in Bad Langensalza 1996 abgeschlossen wurde. Gerisch übernahm die Leitung. Berufspolitisch engagierte er sich im Vorstand der Thüringer Tierärztekammer und als Vorsitzender des Weiterbildungsausschusses.
Gerisch war verheiratet und hatte einen Sohn und eine Tochter.